# Kai Alaerts
Kai Alaerts (6 september 1989) is een Belgisch alpineskiër gespecialiseerd in de slalom.

## Levensloop
Alaerts studeerde aan de topsportschool in Wilrijk. 
Hij is de eerste Belg die erin slaagde om punten te behalen op een Europacupwedstrijd. Hij deed dat door 29e te eindigen op de slalom in Chamonix.  

## Resultaten
2018
- DNF OS in  Pyeongchang op de slalom

2017
- 41e WK in  Sankt Moritz op de slalom
- 45e Europacupwedstrijd in  Zakopane op de slalom

2016
- 38e Europacupwedstrijd in  Zell am See op de slalom

2014
- 29e Europacupwedstrijd in  Chamonix op de slalom

2013
- 43e Europacupwedstrijd in  Chamonix op de slalom

2012
- 35e Europacupwedstrijd in  Courmayeur op de slalom

2007
- 23e WK in  Are op slalom
- 34e WK in  Are op reuzeslalom

2005
- 17e EYOF in  Monthey op de slalom
- 25e EYOF in  Monthey op de reuzeslalom
- 41e EYOF in  Montheyop de super G